# Humberto de Oliveira Alves
Humberto de Oliveira Alves (Itapetim, 18 de janeiro de 1980 – Itapetim, 25 de maio de 2023), apelidado de Gordo, foi um assassino em série brasileiro responsável por uma série de assassinatos no município de Itapetim, Pernambuco, Brasil. Entre seus crimes, estão o homicídio de um homem em 1999 e a chacina de quatro pessoas na comunidade rural de Batinga, em 2002.

## Biografia
Humberto de Oliveira Alves nasceu em 18 de janeiro de 1980, em Itapetim, Pernambuco. Filho de Adalberto Batista Alves e Severina Guedes de Oliveira, estudou até a 1ª série do ensino fundamental. De acordo com registros da Justiça, não apresentava doenças graves, não fazia uso de medicamentos, não era dependente químico e não consumia bebidas alcoólicas. Residiu na comunidade rural de Batinga, em Itapetim.

## Crimes

### Assassinato de Junio Alves da Silva (1999)
Em dezembro de 1999, Humberto foi responsável pelo assassinato de Junio Alves da Silva em uma localização desconhecida de Itapetim. O crime foi classificado como grave, e ele foi encaminhado à Justiça em 22 de dezembro do mesmo ano.

### Chacina de Batinga (2002)
Entre janeiro e fevereiro de 2002, Humberto cometeu uma chacina na comunidade rural de Batinga, assassinando quatro pessoas. As vítimas foram:
- Amaro Francisco da Silva
- Jovelina Lucinda de Souza (esposa de Amaro)
- Ernestina Lucinda de Souza (sobrinha de Jovelina)
- Geraldo Guedes (dias após os primeiros crimes, na mesma região)

O caso ficou conhecido como a chacina de Batinga e foi considerado o pior episódio de homicídio já registrado em Itapetim e na microrregião do Pajeú, ganhando grande repercussão na época. A polícia tentou capturá-lo, mas ele conseguiu escapar.

## Prisão
Após a chacina, Humberto foi encaminhado à Justiça em 7 de fevereiro de 2002. Ele foi condenado a 40 anos de prisão, dos quais cumpriu 17 anos em regime fechado. Em 2019, obteve o direito ao regime semiaberto e foi transferido para o presídio de Canhotinho. No entanto, ele fugiu pouco depois, e sua prisão foi convertida de flagrante para preventiva.
Durante o processo judicial, diversas audiências foram realizadas para ouvir vítimas e testemunhas, além do interrogatório do réu. O Ministério Público sustentou a acusação, enquanto a defesa apresentou seus argumentos. Havia temor de que Humberto, caso solto, cometesse novos crimes.

## Morte
Em 25 de maio de 2023, Humberto de Oliveira Alves foi morto a tiros na comunidade rural de Batinga, local onde havia cometido os assassinatos em 2002. A autoria do crime não foi identificada.